# Théâtre romain de Bénévent
Le théâtre romain de Bénévent a été construit à proximité du cardo maximus, dans le secteur sud-ouest de la ville de Bénévent, vraisemblablement sous l'empereur Trajan, aujourd'hui entouré du centre historique médiéval. Celui-ci ne fut inaugurée qu'entre 125 et 128 apr. J.-C. par l'empereur Hadrien, à qui une épigraphe dédicatoire visible près du devant de la scène était dédiée pour l'occasion,.

## Historique
Bien que le théâtre ait été inauguré vers 125-128 sous Hadrien, des structures ensevelies par une inondation survenue au Ier siècle ont récemment émergé sous lui : on suppose donc qu'il a été construit sur les vestiges d'un bâtiment antérieur.
Abandonné à l'époque lombarde, le théâtre partiellement souterrain servait de fondation aux habitations.

## Description

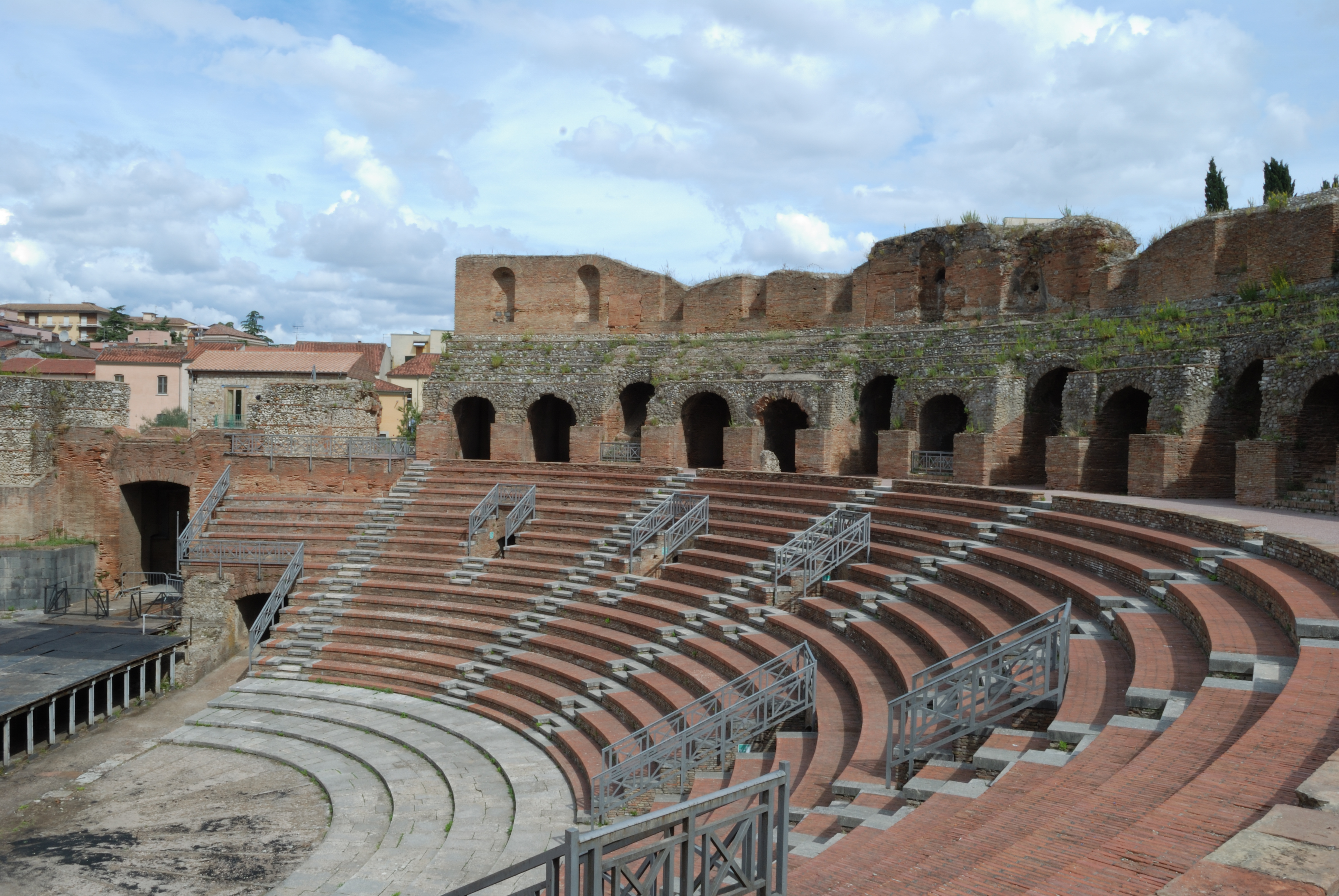

Le théâtre de Bénévent représente le modèle de théâtre typique répandu depuis l'époque augustéenne et tout au long de la période impériale : contrairement au théâtre grec qui était construit sur une pente naturelle où étaient obtenues les marches, le théâtre romain était construit sur une surface plane, caractérisée par un plan semi-circulaire avec un auditorium soutenu par des arcs et des voûtes qui, formant une structure fermée, pouvaient être recouvertes au sommet (appelées velum).

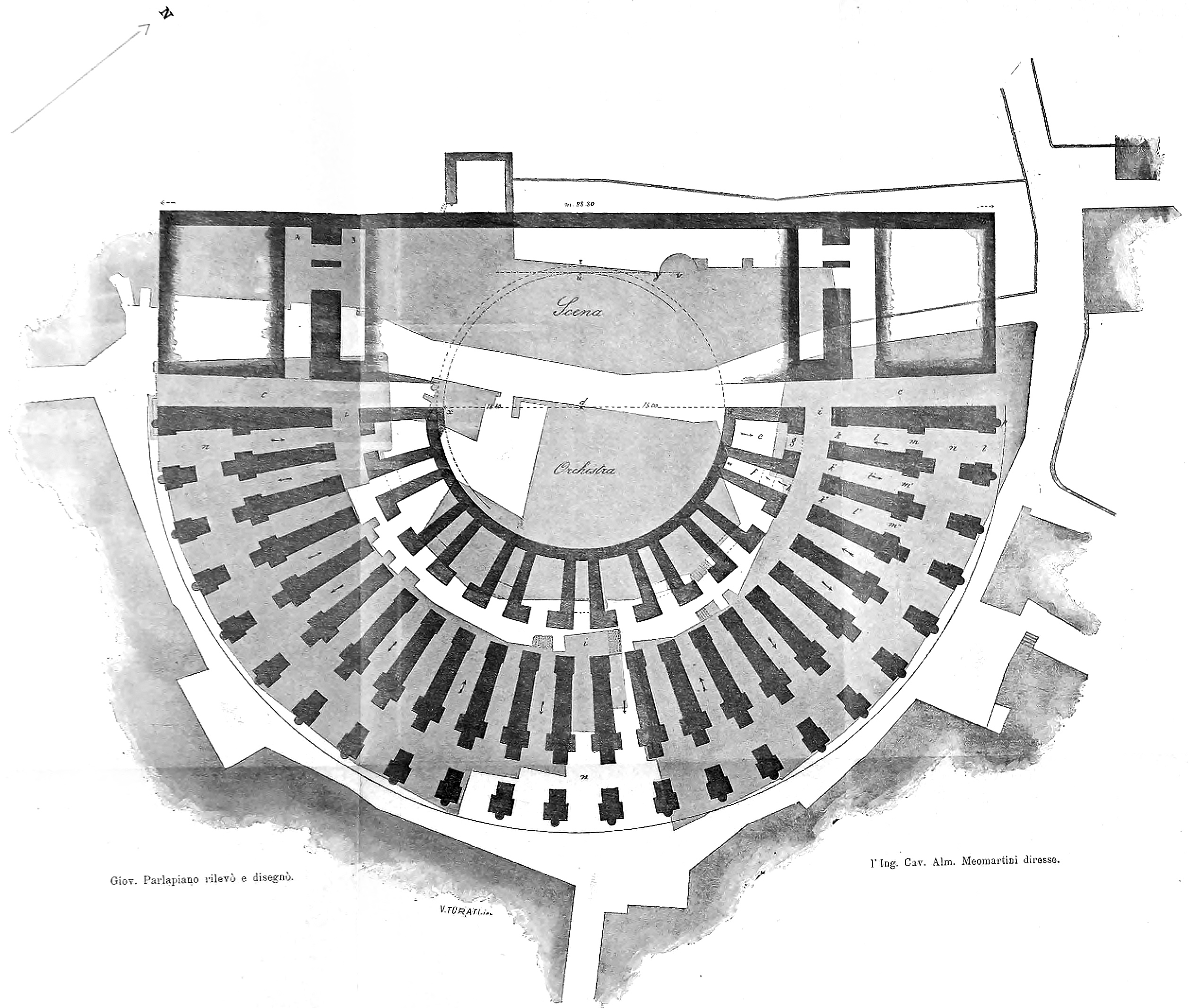
Plan du théâtre.

Le théâtre a un plan semi-circulaire d'un diamètre de 90 m : il pouvait à l'origine accueillir entre 10 000 à 15 000 spectateurs.
L'extérieur comptait 25 arcades sur trois ordres, dont il ne reste que l'inférieure, avec des colonnes toscanes (celles-ci donnaient accès à l'intérieur alternativement par des couloirs et des escaliers) et une partie du second.

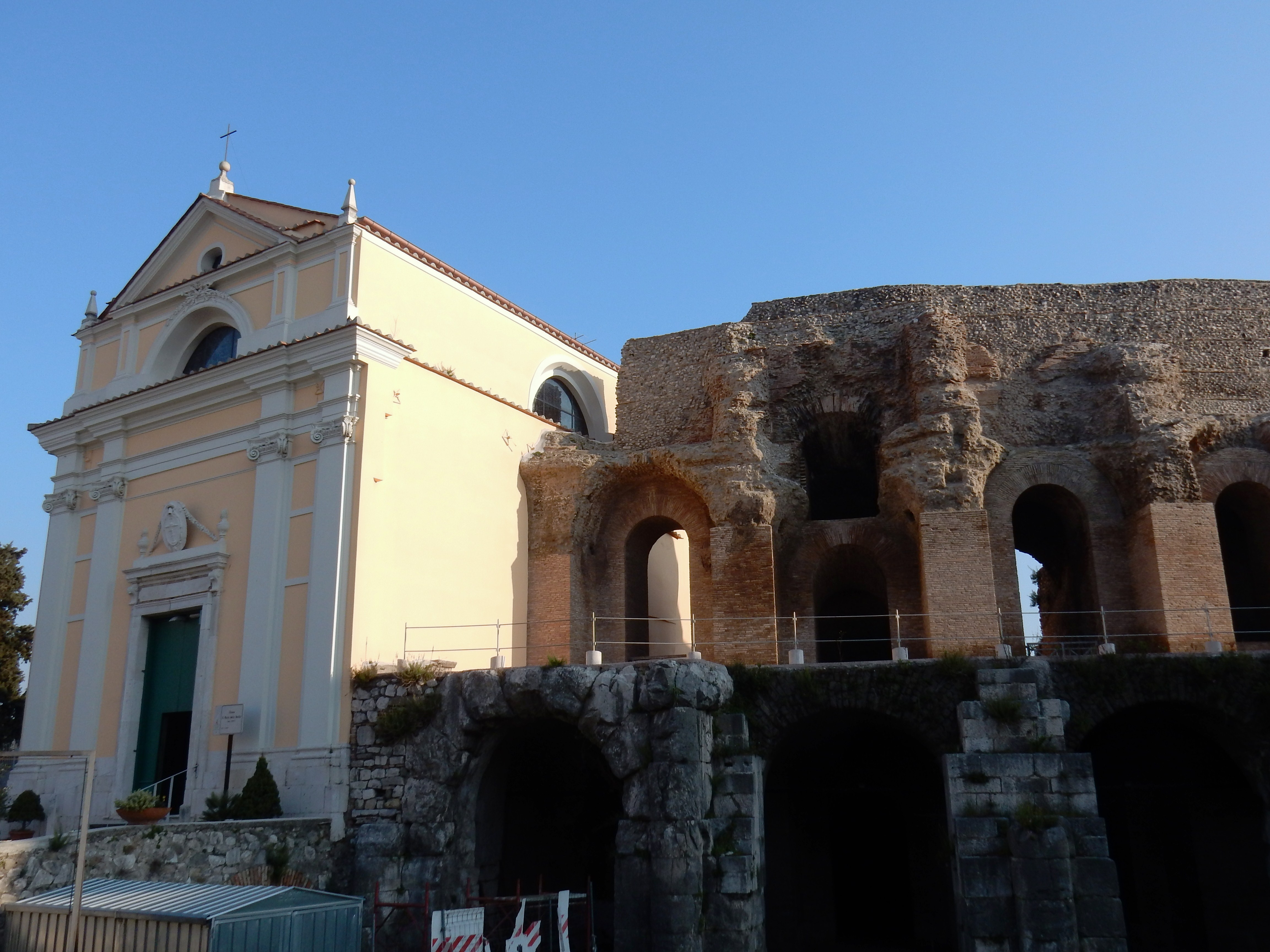
Santa Maria della Verità

La cavea a été en grande partie conservée. La grande scène présente les restes de trois portes monumentales qui conduisaient à l'orchestra ; à côté de ce dernier se trouvent les restes des parodos, dont celui de droite a conservé le pavement en mosaïque et les murs en marbre polychrome, qui caractérisaient probablement la majeure partie du théâtre à l'origine. Au-dessus de cette salle, au XVIIIe siècle, fut construite la petite église de Santa Maria della Verità. Derrière la scène, trois escaliers conduisaient à un niveau inférieur, qui servait peut-être d'entrée aux artistes.
L'allée d'entrée est décorée de masques semblables à ceux utilisés par les acteurs. Parmi les édifices encore en cours de fouilles autour du théâtre, on compte peut-être une école de danse et une association d'artistes.

## Restauration

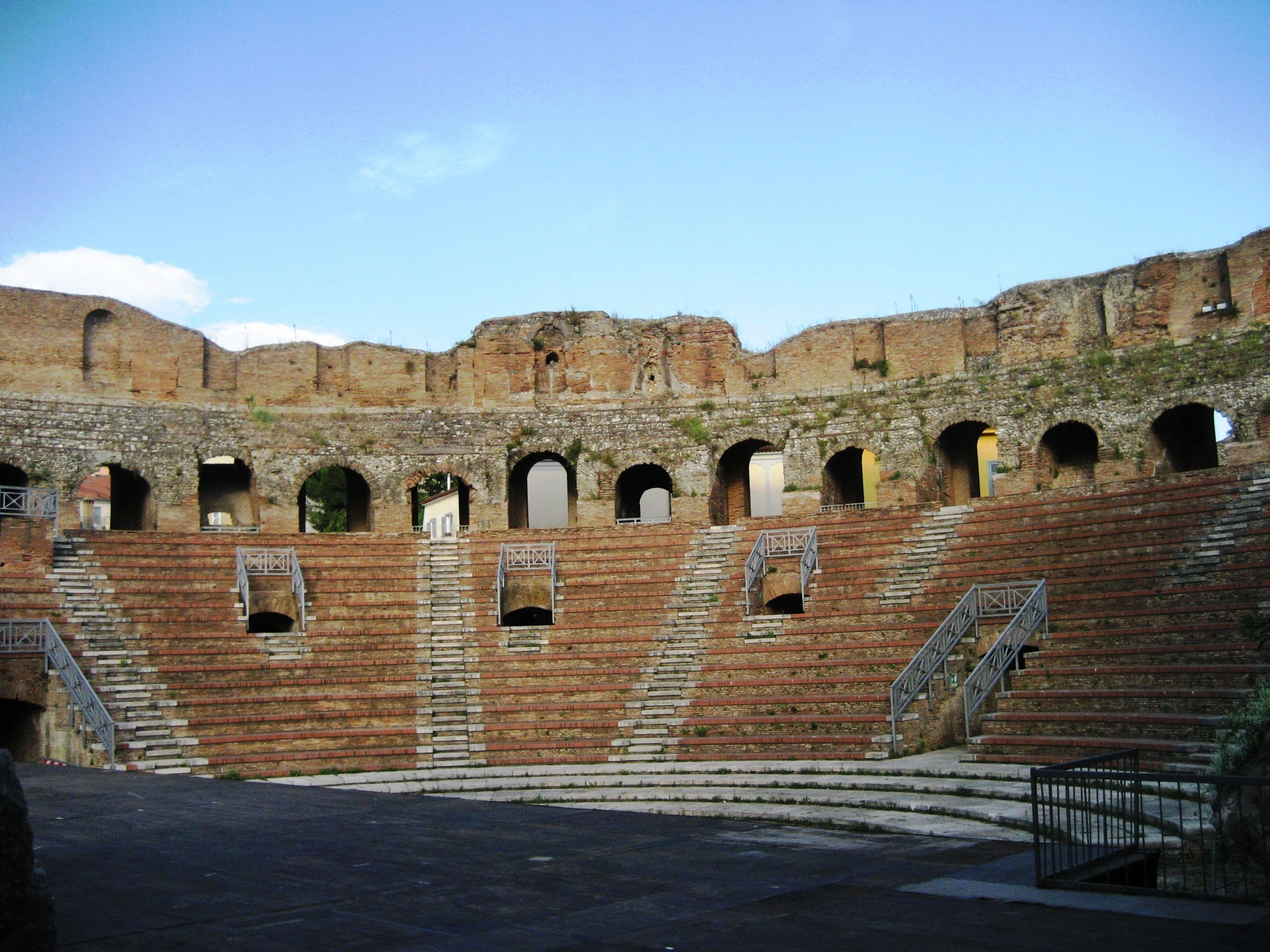

La redécouverte du théâtre commença à la fin du XIXe siècle (1890) par l'architecte Almerico Meomartini (it) qui réalisa à ses frais les premiers travaux de fouilles, parvenant à créer un plan assez précis des vestiges cachés par les maisons. Les travaux de fouilles, commencés en 1923, se sont poursuivis au cours des années vingt et trente du XXe siècle, pour être interrompus à la suite du tremblement de terre de 1930 ; repris en 1934 avec l'expropriation des bâtiments, ils furent à nouveau bloqués pendant la Seconde Guerre mondiale, lorsque de nombreux bombardements dévastèrent une grande partie du centre historique de la ville, sans compromettre le monument. La reconstruction d'après-guerre pour la protection du patrimoine culturel de la ville fait de la zone du théâtre un véritable dépôt de statues, d'éléments en pierre et d'épigraphes des bâtiments endommagés.
Lirica al teatro romano di 

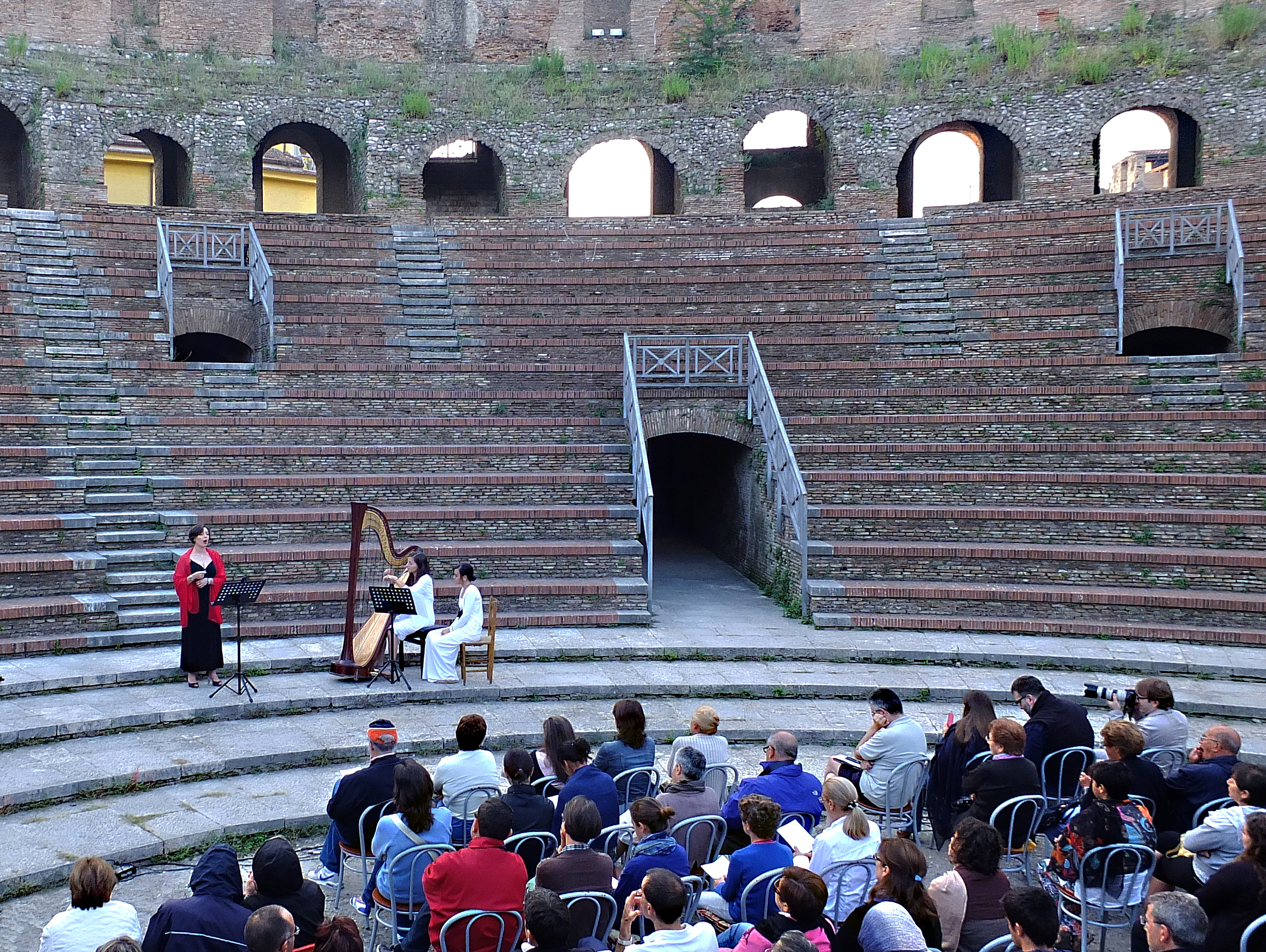
Spectacle dans le théâtre romain.

Dans les années 1950, après d'importantes restaurations, notamment au niveau de la salle, le théâtre retrouve sa fonction d'origine et la ville. Confié à la Surintendance archéologique, il fut rouvert au public le 26 juin 1957, avec la mise en scène du spectacle L'Assemblée des femmes d'Aristophane. Le Théâtre de Bénévent accueille des événements et des spectacles importants, des saisons d'opéra extraordinaires…
Depuis décembre 2014, le ministère des Biens et des Activités culturelles en assure la gestion par l'intermédiaire du Centre des musées de Campanie, devenu en décembre 2019 la Direction régionale des musées.

## Galerie

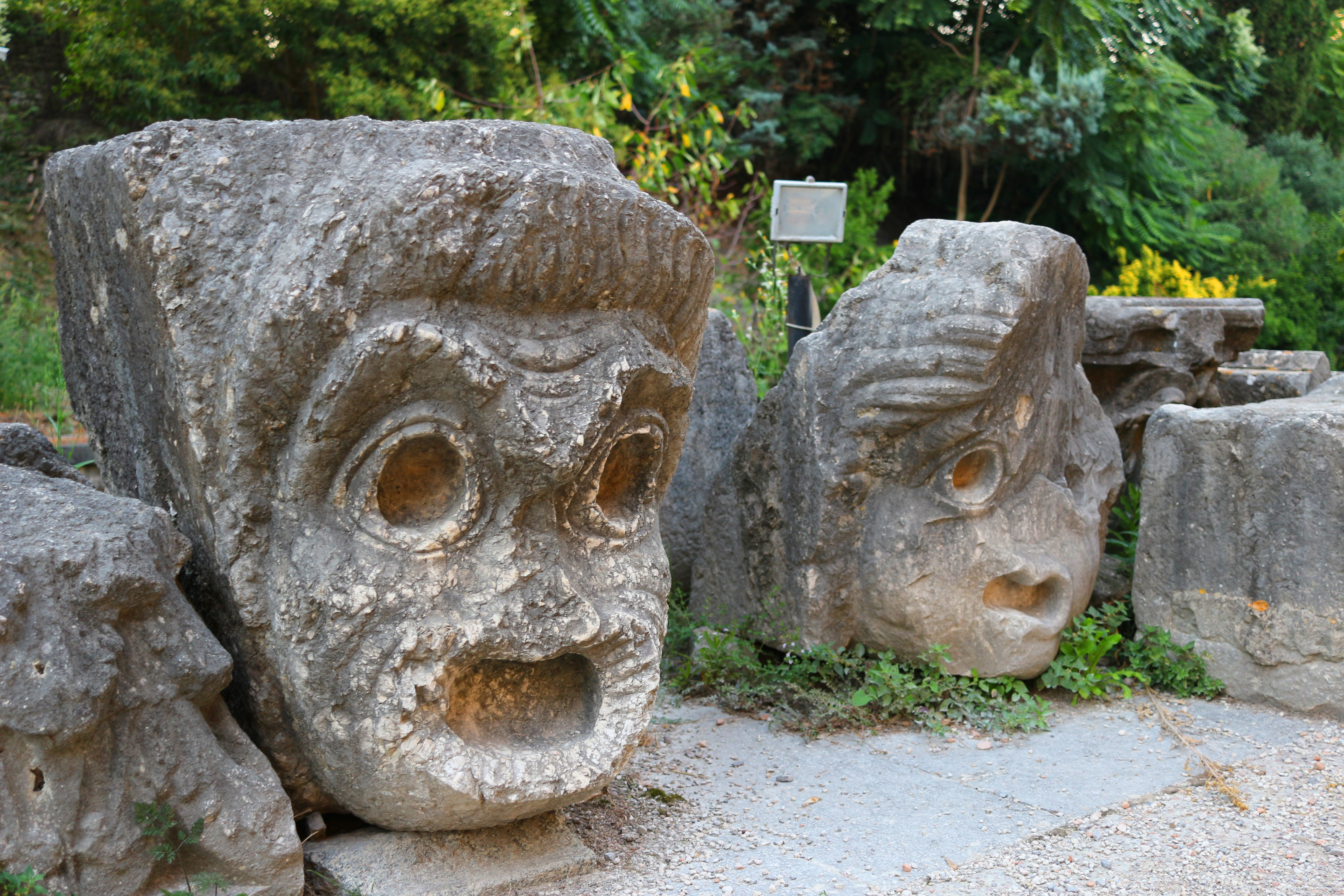
Masques sculptés.
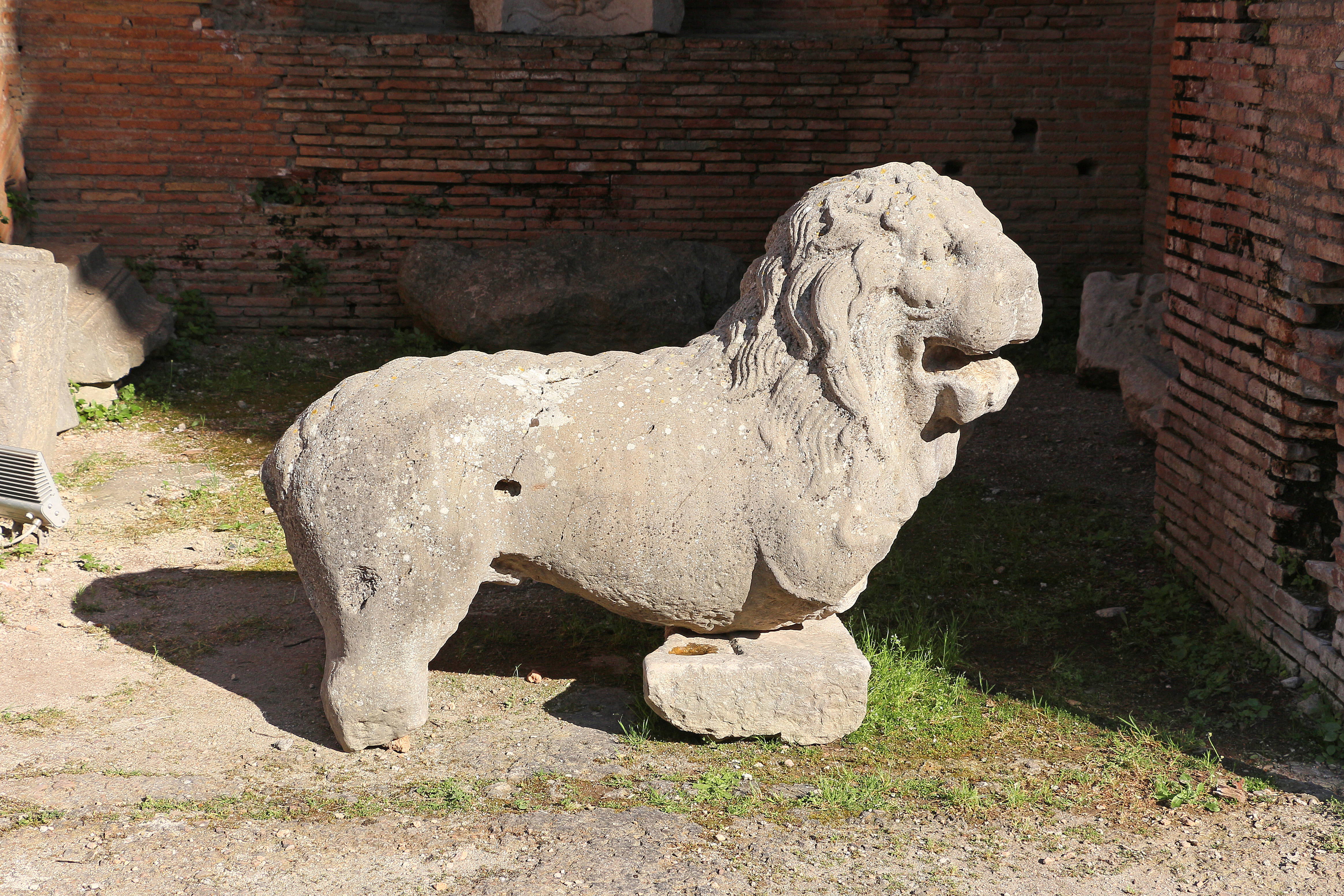
Sculpture de lion.
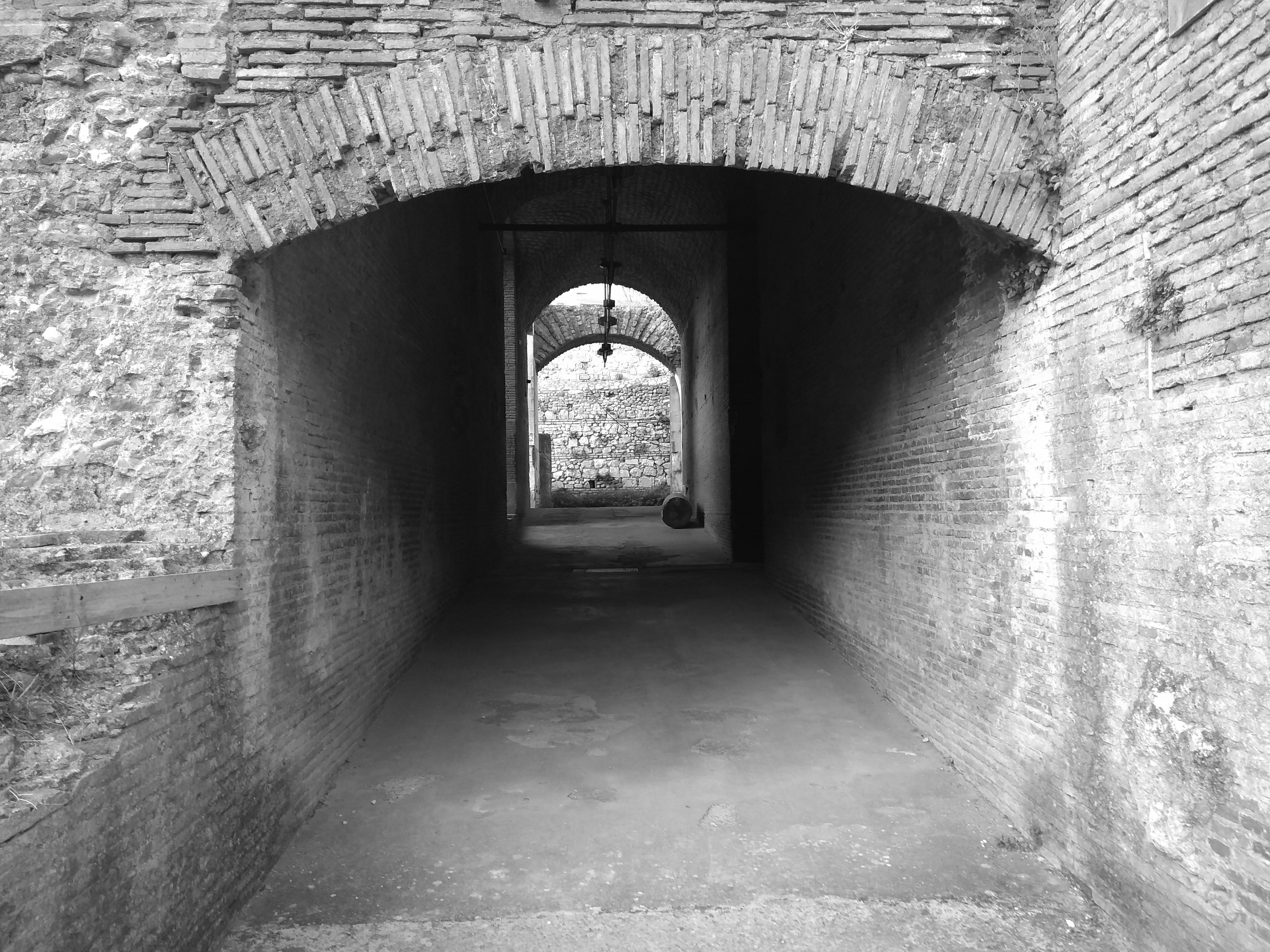
Corridor d'entrée.